# Monasterio Santa Teresa de Jesús (Buenos Aires)
El monasterio Santa Teresa de Jesús es una casa conventual de clausura que se acompaña de la iglesia homónima, ambas pertenecientes a la Orden de Carmelitas Descalzos. Erigido en la ciudad de Buenos Aires (Argentina) en 1896, este monasterio carmelita es por su antigüedad el segundo edificado en esa urbe, veintidós años después del monasterio de San José. Aunque la idea de fundar un nuevo convento surgió con anterioridad, fue Mercedes Castellanos de Anchorena quien la hizo efectiva, al donar en 1894 terrenos por entonces propios y el dinero necesario para facilitar la edificación del monasterio en el barrio de Almagro. De estilo neogótico, la iglesia y el monasterio fueron concebidos como una unidad, tanto desde el punto de vista edilicio como funcional. Así, la iglesia brinda servicios religiosos simultáneamente a la comunidad de monjas contemplativas (clausura) y a la comunidad de laicos. Regida por la observancia de las constituciones teresianas aprobadas por Juan Pablo II en 1990, la historia monástica del carmelo Santa Teresa de Jesús resultó rica en experiencias, entre las que sobresalen la visita de Don Orione, y la del cardenal Antonio Samoré (26 de diciembre de 1978) cuando, recién designado como representante especial de Juan Pablo II para la mediación papal en el conflicto del Beagle entre Argentina y Chile, oró en el convento y solicitó en nombre del sumo pontífice la oración de la comunidad carmelita para evitar la guerra entre esos dos países. A ellas se sumaron las visitas del nuncio apostólico de Gran Bretaña, Faustino Sainz (en 2008) y la del cardenal Stanislaw Dziwisz (en 2009), actual arzobispo de la arquidiócesis de Cracovia, quien fuera secretario privado del papa Juan Pablo II.

## Planificación y construcción del monasterio
Buena parte de la historia inicial de la iglesia y monasterio Santa Teresa de Jesús se encuentra precisada en la Historia del Carmelo Descalzo en España, Portugal y América. El 19 de diciembre de 1881 había sido inaugurado el monasterio de San José, el primer carmelo fundado en la ciudad de Buenos Aires, ubicado en la calle Humberto Primo 1352 del barrio de Constitución. La ocasión para la fundación del segundo monasterio del Carmelo reformado en Buenos Aires la dio Dolores Tarragona. Ella solicitaba el ingreso al convento de San José, y como fuera de bastante edad y no pareciera a las religiosas oportuno admitirla, le dijeron que podría edificar en la ciudad un convento nuevo y entrar en él. Dolores Tarragona no olvidó esa sugerencia, y le propuso la idea a su arzobispo y director espiritual, León Federico Aneiros. Para llevarla a término, el arzobispo ofreció una capilla dedicada a la Purificación de Nuestra Señora (actual parroquia de La Candelaria), en un barrio por entonces extremo de la población, llamado La Floresta.
Algunas religiosas del convento de San José visitaron la capilla ubicada en La Floresta en 1891 y gustaron del lugar, pero como ni la pretendiente ni las monjas disponían de capital para la fundación, el proyecto se retrasó. En 1892, Mercedes Castellanos de Anchorena, acaudalada dama de Buenos Aires, enviudó de su esposo Nicolás Anchorena. Habiendo trabado relaciones cordiales con el convento de San José, quiso perpetuar la memoria de su esposo levantando un templo. Se le indicó el proyecto que tenían de edificar otro carmelo en Buenos Aires. Mercedes Castellanos visitó los terrenos y la capilla pero no salió agradado de ellos. Como León Federico Aneiros se empeñaba en que la fundación se hiciera allí, Mercedes Castellanos compró los terrenos contiguos a la capilla. El 1 de julio de 1894, se puso la piedra fundacional del nuevo convento. Sin embargo, surgieron dificultades para comenzar la obra y Mercedes Castellanos sugirió se fundara en unos terrenos que ella había comprado en el barrio de Almagro en 1888, por entonces más poblado y sano que el de La Floresta. El 3 de septiembre de 1894 falleció monseñor Aneiros, y con él desapareció el principal obstáculo para fundar en Almagro.

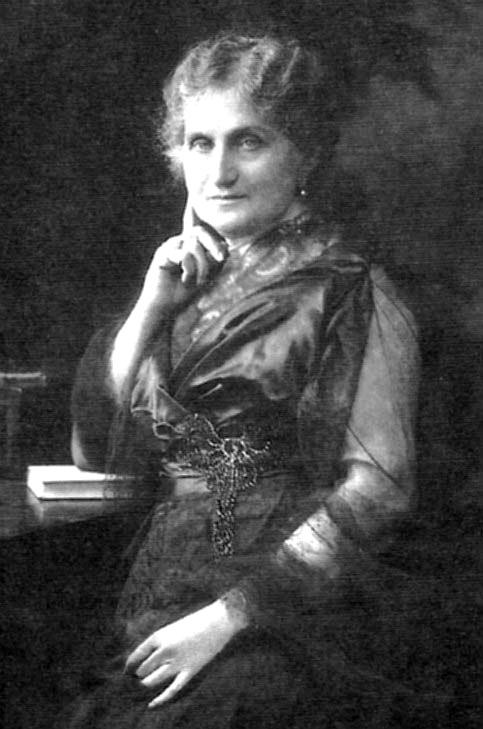
Mercedes Castellanos de Anchorena, fundadora del monasterio.

Mercedes Castellanos trató con prontitud el asunto con Juan Agustín Boneo, quien había sido designado obispo auxiliar de Buenos Aires el 15 de junio de 1893. Boneo aprobó el cambio, y las religiosas que visitaron el lugar quedaron complacidas. Una de las hijas de Mercedes Castellanos, Amalia Valentina Castellanos Anchorena (14 de febrero de 1872-16 de marzo de 1907) compró y donó el terreno en el que se edificó la iglesia y monasterio propiamente dicho, mientras que Mercedes donó terrenos adyacentes. Los terrenos donados por Mercedes y Amalia abarcaban casi una manzana, contigua a la ocupada por el Hospital Italiano de Buenos Aires, por entonces en construcción. El 15 de noviembre de 1894 se puso la piedra fundacional, la misma que en un acto similar se había empleado en La Floresta.
Acerca de la colocación de la primera piedra existe el documento original en el Archivo del Monasterio de Santa Teresa de Jesús de Buenos Aires, al tiempo que se conserva copia de dicha protesta con la data de la ciudad de Buenos Aires.
De estilo neogótico, la iglesia y el monasterio fueron concebidos como una unidad, tanto desde el punto de vista edilicio como funcional, de forma que la iglesia brindara servicios a la comunidad carmelita y a los feligreses simultáneamente.

## Bendición, misa inaugural y primeras carmelitas

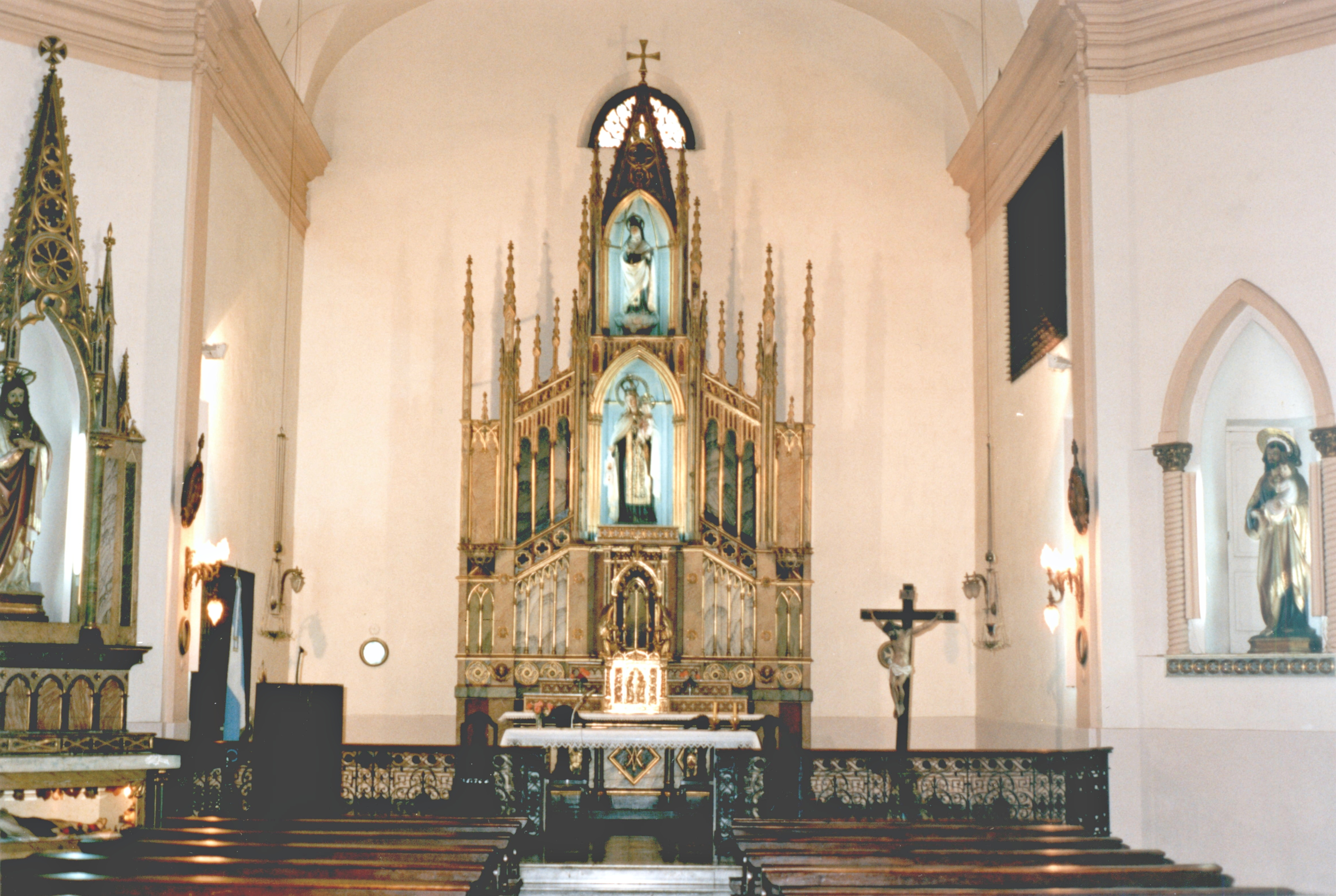
Altar de la iglesia Santa Teresa de Jesús (Buenos Aires).

La construcción se efectuó con rapidez. El 13 de abril de 1896, bajo el arzobispado de Uladislao Castellano, las fundadoras ya pudieron trasladarse a la nueva vivienda. El arzobispo, fervoroso devoto de Teresa de Ávila, se alegró de que uno de los primeros actos de su ministerio episcopal fuera la bendición de un templo de carmelitas descalzas. Al día siguiente se celebró la primera misa en el coro bajo, porque la iglesia no estuvo en disposición de ser inaugurada hasta el 20 de abril de 1896.
La primera priora de la nueva fundación fue la Madre Carmen de San Elías, quien había profesado sus votos el 6 de noviembre de 1860. Tenía 34 años cuando fue designada para superiora y maestra de novicias, cargo que desempeñó hasta poco antes de su fallecimiento, acaecido el 30 de junio de 1906, a los 66 años de edad.
La priora fue acompañada en la nueva fundación por Inés de la Sagrada Familia (supriora), Isabel de Santo Domingo (tornera), María Josefa de Jesús (sacristana), Teresa de Jesús (provisora) y María Teresa de Jesús (enfermera).
En la «Semana Trágica» (incidentes ocurridos en Buenos Aires en la semana del 7 de enero al 14 de enero de 1919 entre manifestantes obreros de tendencia anarquista y sectores nacionalistas), cuando fue incendiada la iglesia Casa de Jesús del barrio de Almagro (actual Santuario de Jesús Sacramentado) y arrojadas las hermanas del colegio adjunto, las carmelitas del monasterio Santa Teresa de Jesús estuvieron a punto de tener que abandonar la clausura, pero finalmente fueron tratadas con respeto.

## El monasterio en la actualidad

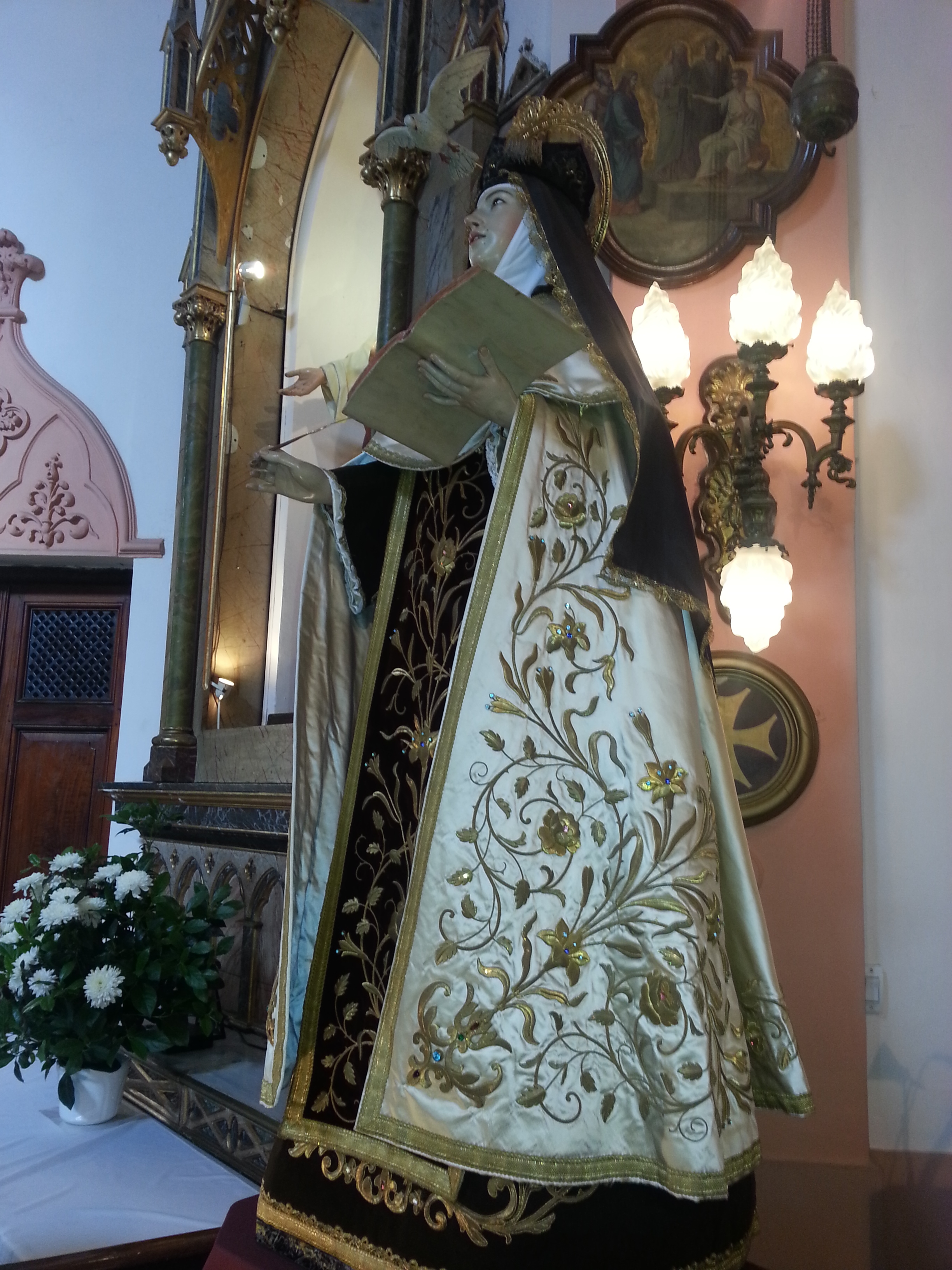
Imagen de Santa Teresa de Jesús, ubicada en el interior del monasterio.

Con el crecimiento demográfico y la expansión de la ciudad de Buenos Aires, el monasterio quedó situado casi en el centro geográfico de la ciudad. Aún en medio de las profundas convulsiones sociales que agitaron a la Argentina en el siglo XX, el carmelo siempre fue venerado. Ya en el siglo XXI, el monasterio es uno de los puntos de referencia del carmelo teresiano en la Argentina.
La iglesia pertenece a la jurisdicción de la Parroquia Nuestra Señora de Itatí. El monasterio Santa Teresa de Jesús mantiene estrecha comunicación con los otros monasterios carmelitas pero es autónomo e independiente en su funcionamiento interno. Cualquier dispensa debe solicitarse en primera instancia al Arzobispado de la Arquidiócesis de Buenos Aires, ya que jurídicamente el carmelo depende directamente de la Santa Sede. Sin embargo, también se atienden propuestas emanadas del Prepósito General de la orden que reside en Roma.
La iglesia y el monasterio se localizan en Potosí 4049, (C1199ACG) Ciudad de Buenos Aires.

## Carácter general del monasterio
El monasterio se rige por la observancia de las constituciones teresianas aprobadas por Juan Pablo II en 1990, a partir de la revisión de las de 1926.
Al igual que otros monasterios carmelitas de estricta observancia, guarda caracteres propios de la orden que se pueden resumir en los siguientes puntos:

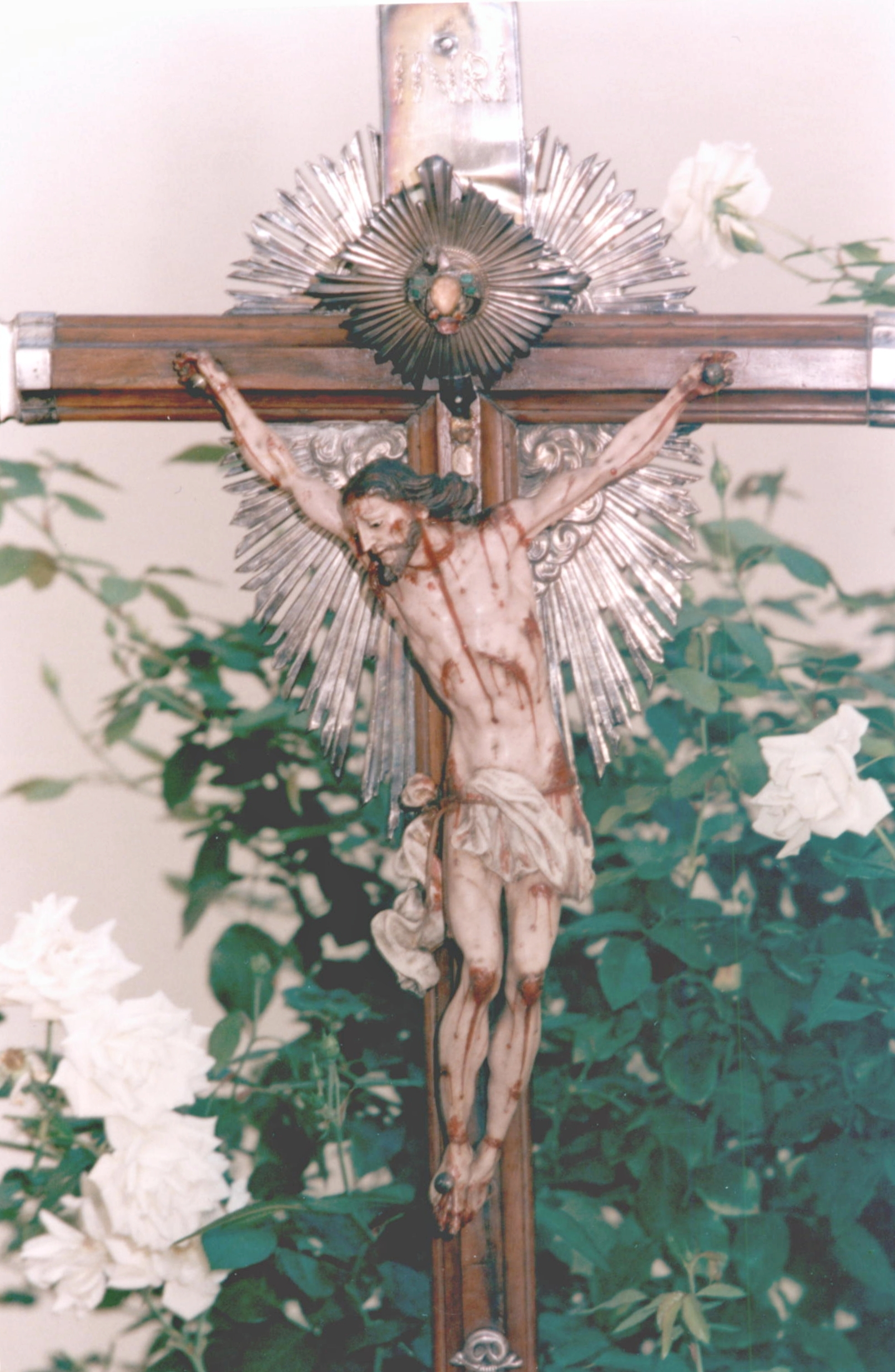
Crucifijo venerado en el interior del monasterio, donde es coloquialmente llamado «el Cristo que nos recibe y el Cristo que nos despide», pues la imagen es besada por las postulantes al entrar en el claustro e igualmente por aquellas monjas al final de su vida. Esta talla centenaria es usada también en las procesiones en el interior del carmelo.

- Espíritu de oración continua y de contemplación. «Todas las que traemos este hábito sagrado del Carmen somos llamadas a la oración y contemplación, porque éste fue nuestro principio.» (5 Moradas 1,3)

- Espíritu ermitaño. «El estilo que pretendemos llevar es no sólo de ser monjas sino ermitañas, y así se desasen de todo lo creado.» (Camino de Perfección 13,6)

- Imitación de María, como hermana y Señora. (Proemio de las Constituciones 3)

- Soledad y silencio. «Nunca haya sala de labor porque no sea ocasión de que estando juntas quebranten el silencio.» (Constituciones 62)

- Trabajo en la presencia de Dios. «No se haga labor curiosa que ocupe el pensamiento para no le tener en el Señor» (Constituciones 56); «Coman su pan trabajando en silencio» (Regla, § 12); «Ponga mucho en los ejercicios de manos que importa infinitísimo.» (Carta 111,3)

- Vida de pobreza. «Siempre tengan delante la pobreza que profesan para dar en todo el buen olor de ella y miren que no es esto lo que las ha de sustentar (el propio interés) sino la fe y perfección y fiar en sólo Dios.» (Constituciones 9)

- Austeridad; penitencia; ayuno (desde la Exaltación de la Santa Cruz, 14 de septiembre, hasta el día de la Resurrección del Señor) y abstinencia perpetua (excepto en caso de enfermedad o debilidad, al igual que en el caso del ayuno). (Regla § 11)

- Obediencia libre y generosa. «En esto de la obediencia es lo que más había de poner y por parecerme que si no la hay es no ser monja, no digo nada de ello». (Camino de Perfección 18.7) «Me dijo el Señor: Hija, la obediencia da fuerzas». (Prólogo de las Fundaciones 2)

- Desasimiento de todo lo creado. (Camino de Perfección 8)

- Verdadera humildad, sencillez y alegría. «Vida es vivir de manera que no se tema la muerte ni todos los sucesos de la vida, y estar con esta ordinaria alegría que ahora todas traéis». (Fundaciones 27,12)

- Oración por la Iglesia y los sacerdotes. «Cuando vuestras oraciones y deseos y disciplinas y ayunos no se emplearen en esto que he dicho (en favor de la Iglesia y de su jerarquía) pensad que no hacéis ni cumplís el fin para el que aquí os juntó el Señor.» (Camino de Perfección 3,10)

- Vida fraterna fundada en la caridad más perfecta. «Todas han de ser amigas, todas se han de amar, todas se han de querer, todas se han de ayudar» (Camino de Perfección 6,4). «Si entendieseis lo que nos importa esta virtud no traeríais otro estudio.» (5 Moradas 3,10)

- Clausura papal. «No se creerá el contento que se recibe en estas fundaciones cuando nos vemos ya con clausura adonde no puede entrar persona seglar: que por mucho que las queramos, no basta para dejar de tener este gran consuelo de vernos a solas con Él sólo.» (Fundaciones 31,46)

- Amor filial a san José de Nazaret a quien, a instancia de la propia Teresa de Ávila, se le confía todas sus necesidades. (Vida 6,6-7; Proemio de las Constituciones 3)

Las Constituciones establecen un número máximo de monjas por monasterio: 21, aunque por excepción debidamente justificada puede excederse ese número.

## Visitas destacadas

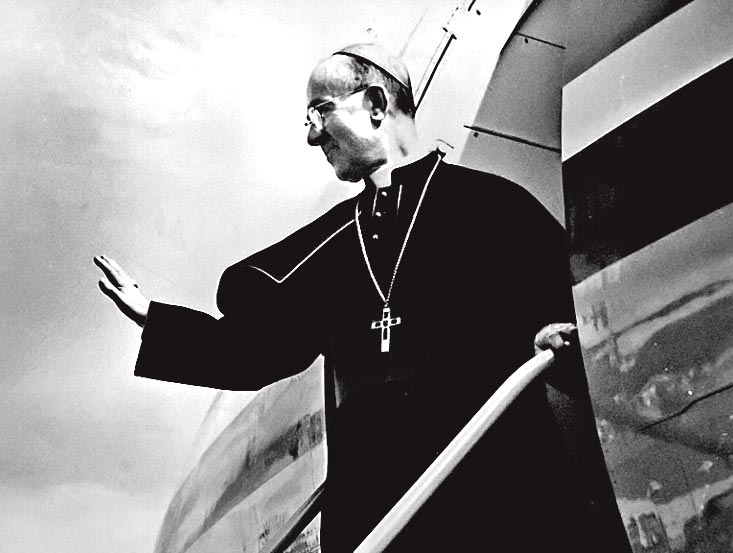
El cardenal Antonio Samoré, al llegar al Aeropuerto Internacional de Ezeiza el 26 de diciembre de 1978, acompañado de Faustino Sainz Muñoz y de Florencio Cavalli. Ese mismo día se dirigió al monasterio Santa Teresa de Jesús, antes de reunirse con el canciller Carlos Washington Pastor en el Palacio San Martín y con las autoridades argentinas en la Casa Rosada.

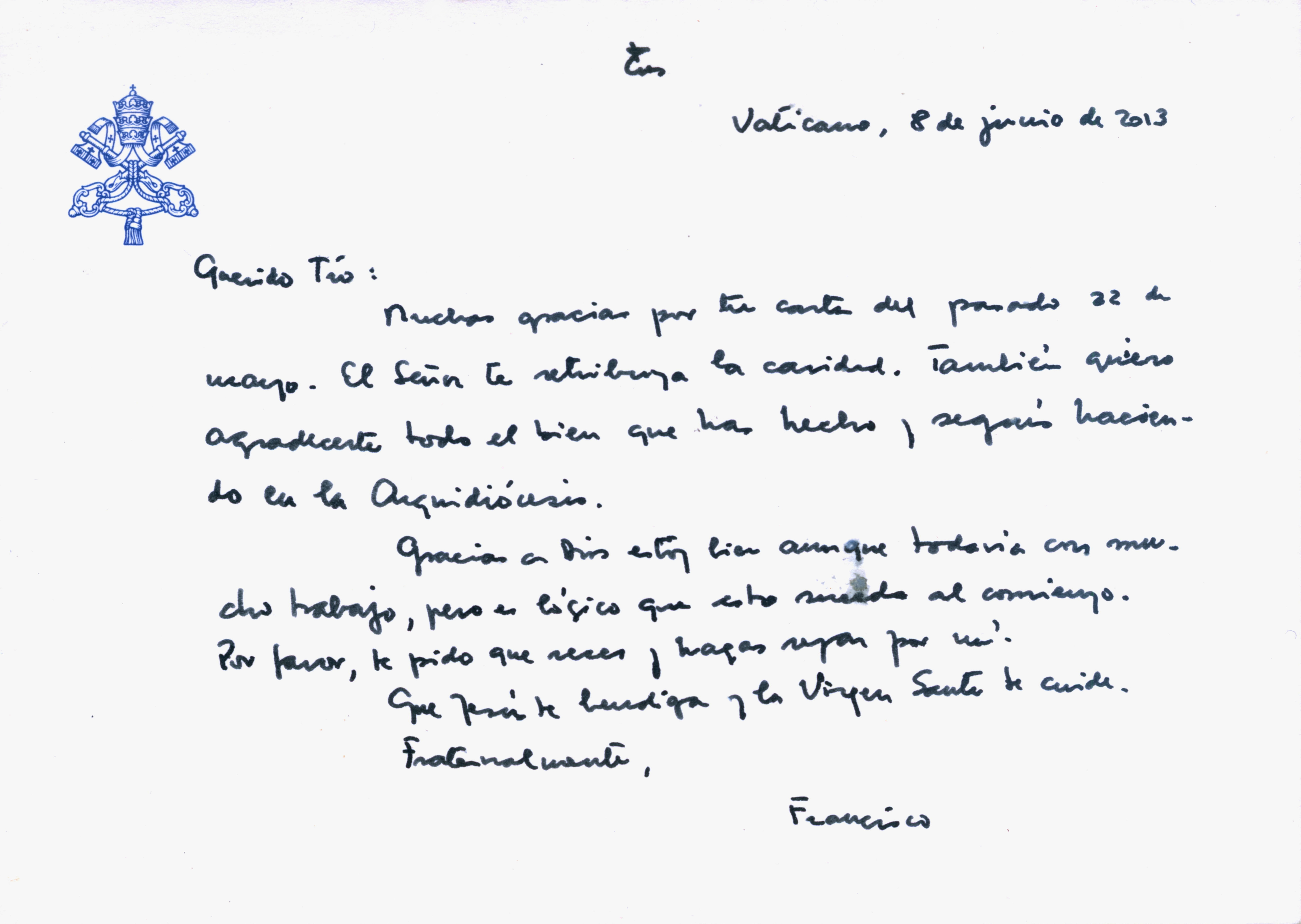
Carta manuscrita enviada por el papa Francisco a monseñor Roberto Lella, capellán del Monasterio Santa Teresa de Jesús que dirigió la pastoral de la salud en la Arquidiócesis de Buenos Aires. El papa Francisco lo llama cariñosamente «Tío».

La historia monástica del carmelo Santa Teresa de Jesús resultó rica en experiencias, entre las que sobresalen las visitas de varias personalidades internacionales:
- Don Orione. Llegó al puerto de Buenos Aires el 9 de octubre de 1934 y permaneció en Argentina hasta el 6 de agosto de 1937. Luego de su visita al monasterio Santa Teresa de Jesús, don Orione desplegaría la mayoría de sus obras que hoy existen en la Argentina: en Mar del Plata, Rosario, Sáenz Peña, Itatí, Mendoza, Tres Algarrobos, Tigre, San Fernando, Claypole, y Villa Domínico.

- Cardenal Antonio Samoré. Recién designado como representante especial de Juan Pablo II para la mediación papal en el conflicto del Beagle entre Argentina y Chile, llegó a la Argentina el 26 de diciembre de 1978. Solicitó que lo trasladaran al monasterio carmelita ese mismo día, antes de reunirse con las autoridades argentinas. Allí oró y solicitó en nombre del sumo pontífice la oración de la comunidad carmelita para evitar la guerra casi inminente entre esas dos naciones.

- Arzobispo Faustino Sainz Muñoz, nuncio apostólico en Gran Bretaña, quien visitó por propia solicitud el monasterio el 14 de octubre de 2008, en ocasión de su visita a la Argentina para conmemorar los 30 años de la mediación papal. Había sido integrante del equipo que asistió al cardenal Samoré en la mediación papal e intervino muy activamente en las negociaciones, que acabaron en un éxito completo. Con motivo de su nueva visita a la Argentina quiso revivir el mismo camino realizado por Samoré 30 años antes visitando los mismos lugares en que había estado el cardenal.

- Cardenal Stanislaw Dziwisz, actual arzobispo de Cracovia. Fue ordenado sucesivamente diácono, presbítero y obispo por Juan Pablo II, de quien fue secretario privado. En la misma línea, fue constituido en 1998 oficial de la Prefectura de la Casa Pontificia. En su paso por la Argentina, Dziwisz visitó el monasterio el 15 de noviembre de 2009, el día anterior a recibir el doctorado honoris causa de la Universidad Católica Argentina y de ser declarado ciudadano ilustre de la Ciudad de Buenos Aires.

- Papa Francisco. La figura de Jorge Mario Bergoglio es muy conocida por la comunidad carmelita ya que, durante su ministerio como arzobispo de Buenos Aires, visitó y ofició misa en el Monasterio Santa Teresa de Jesús en varias oportunidades. Se acreditan las comunicaciones telefónicas del papa Francisco a esta casa conventual de clausura en la misma semana de su elección al pontificado, como también la esquela enviada a su capellán, monseñor Roberto Lella.

### Bastón de Teresa de Jesús en el V centenario de su nacimiento
El bastón o báculo de Teresa de Jesús es una reliquia que se convirtió en símbolo del camino espiritual de la propia santa Teresa. Con motivo de la preparación para la celebración del quinto centenario del nacimiento de santa Teresa de Jesús, el bastón, resguardado por una caja vidriada, se trasladó en una peregrinación conocida como «Camino de la Luz», que comenzó en Ávila, España, el 15 de octubre de 2014 (día de su fiesta), y se detuvo en los principales centros de carmelitas descalzas en veintinueve países de los cinco continentes. En Buenos Aires, el bastón se expuso a la veneración de los fieles en el Monasterio Santa Teresa de Jesús.

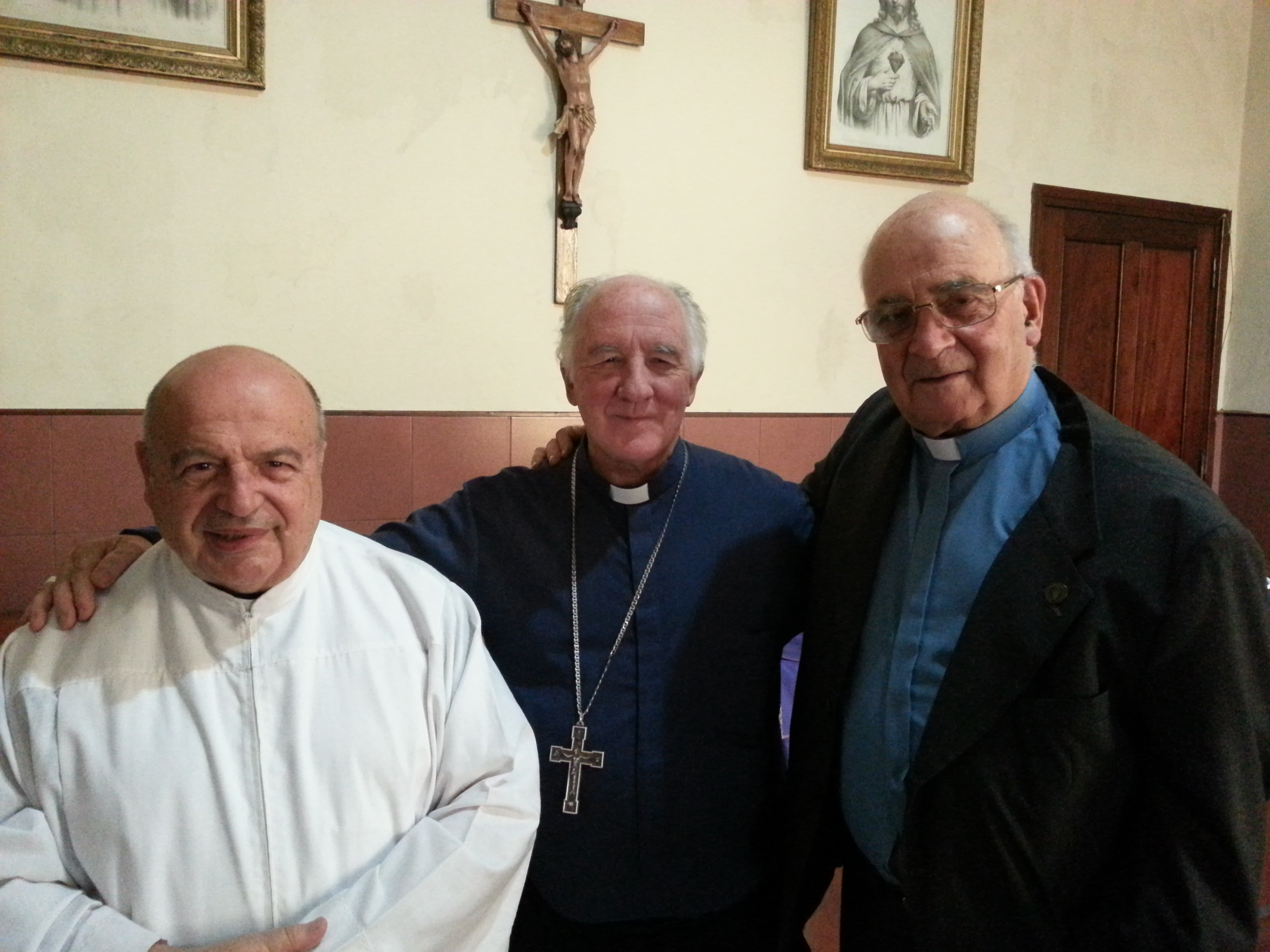
De izquierda a derecha: Antonio Domingo Aloisio, Fernando Carlos Maletti —obispo de Merlo-Moreno—, y Roberto Lella —capellán del monasterio—.
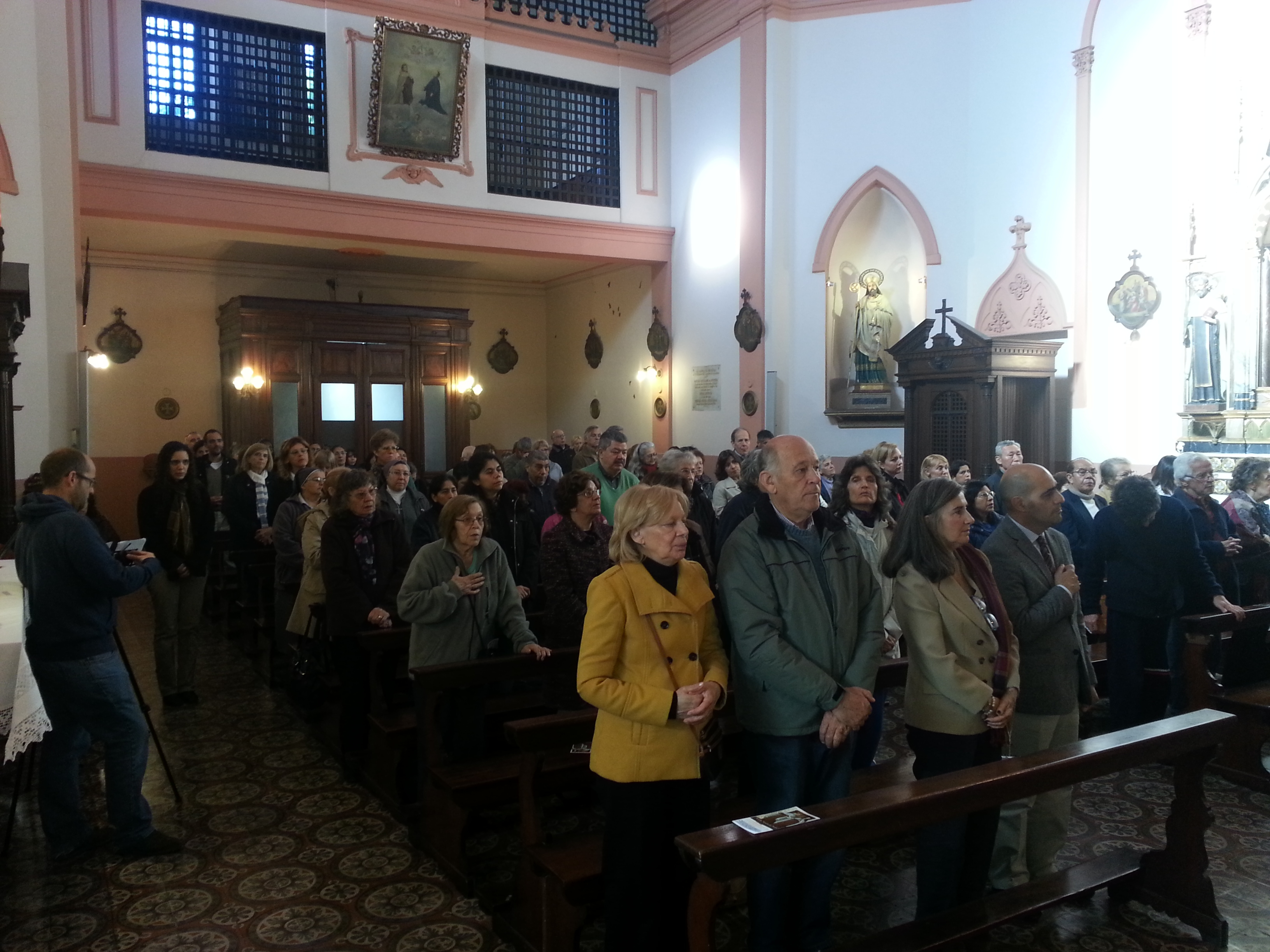
Celebración de la misa en el monasterio.
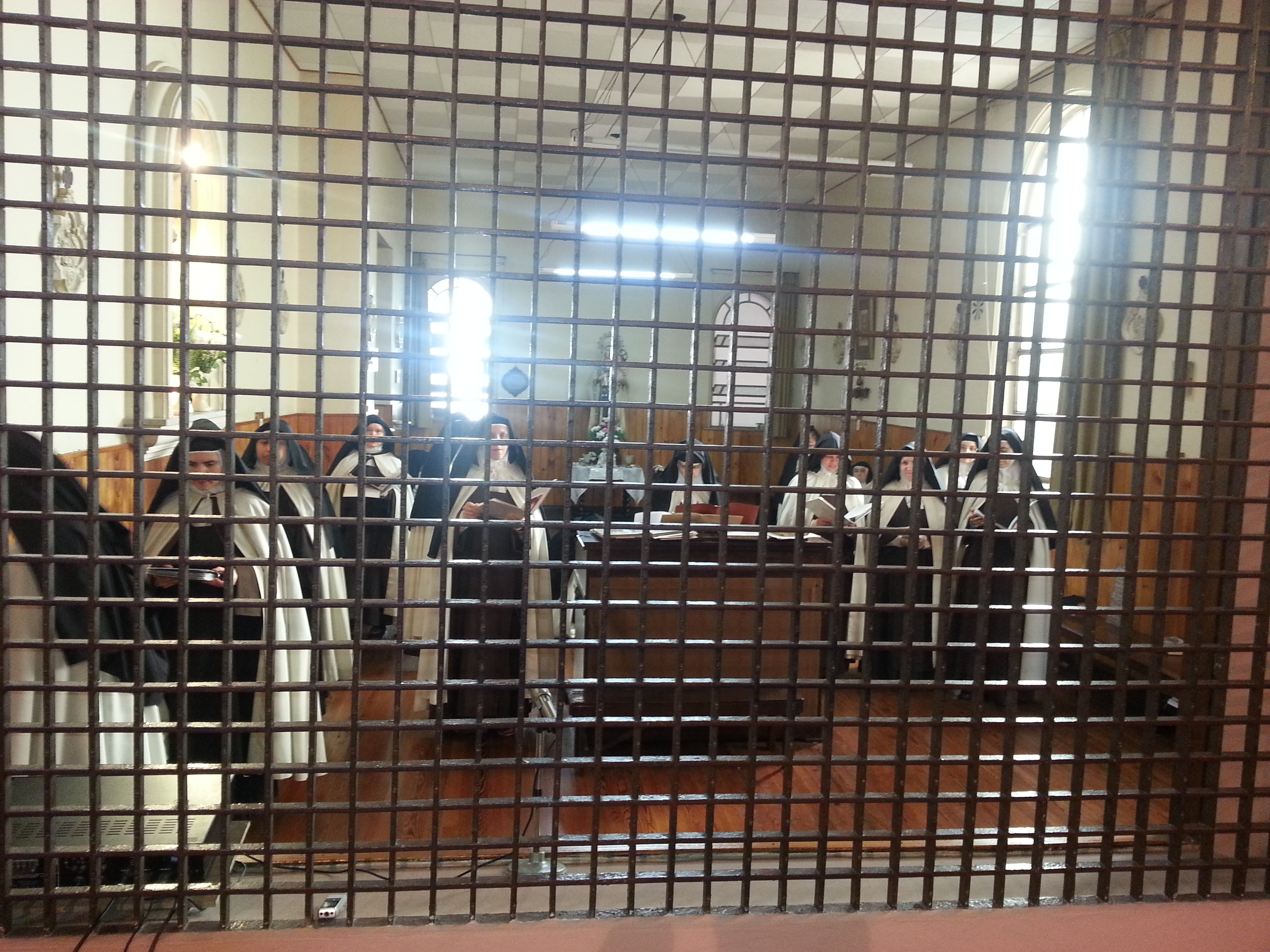
Carmelitas descalzas en clausura monástica durante la celebración de la misa.
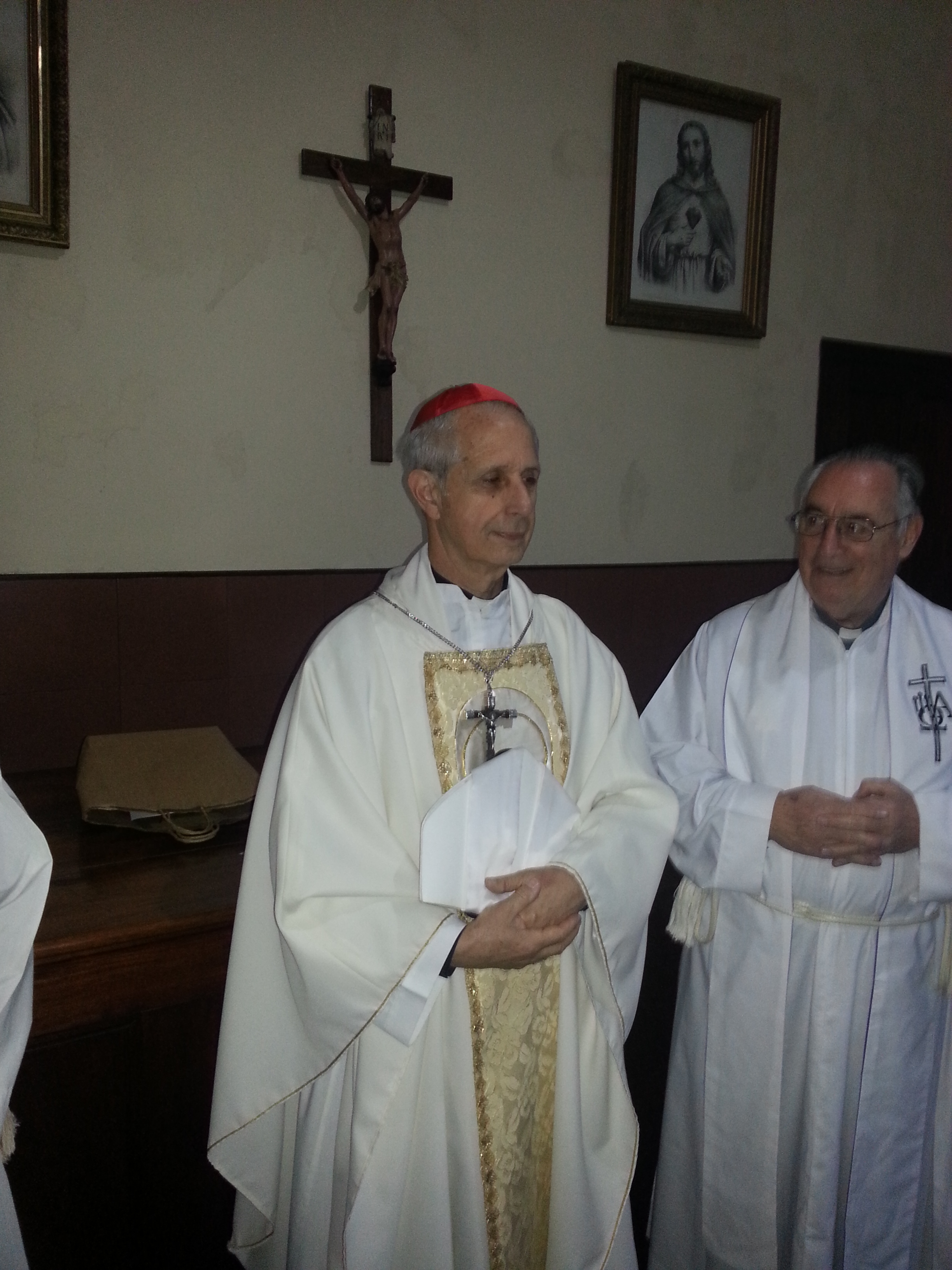
El cardenal Mario Aurelio Poli, arzobispo de Buenos Aires, durante una visita suya al monasterio.
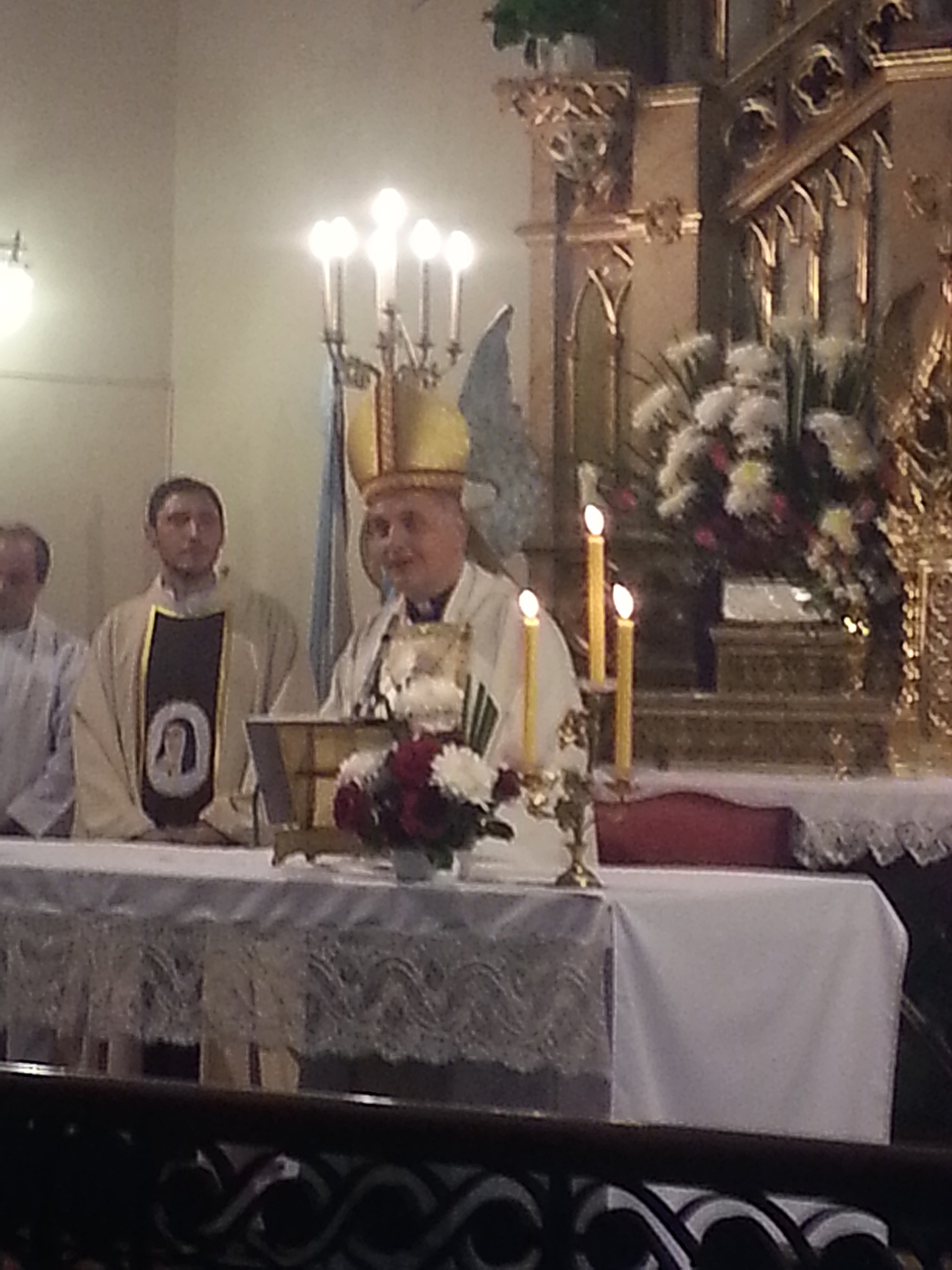
El obispo Ariel Edgardo Torrado Mosconi durante una celebración de la misa en el monasterio.